# 벨베르성
벨베르성(포르투갈어: Dastelo de Belver)은 포르투갈 중부의 포르탈레그르현에 있는 가비 오의 지방 자치 단체인 벨버의 시민 교구에 있는 포르투갈의 성이다.

## 역사

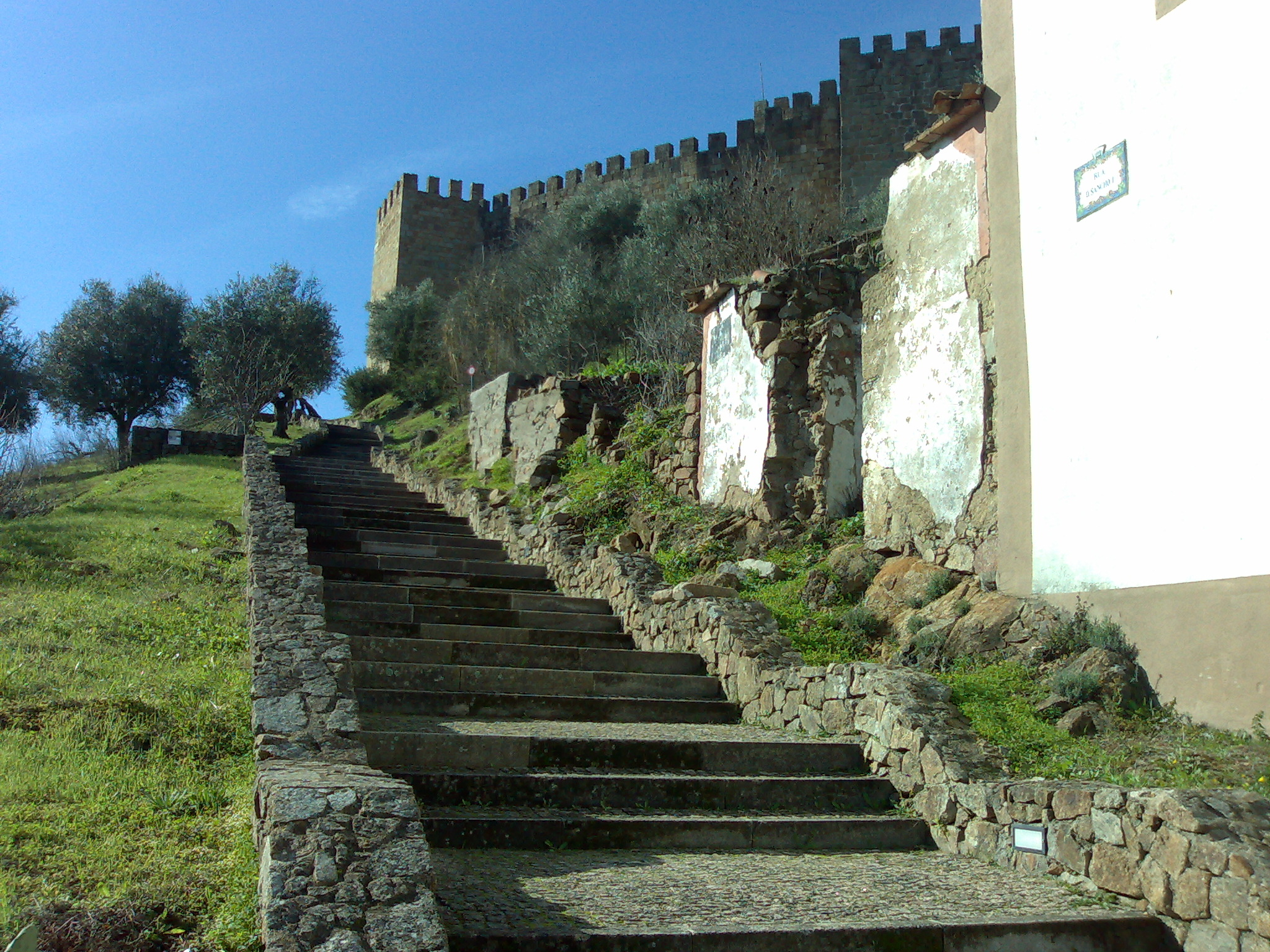
출입구로 이어지는 메인 계단

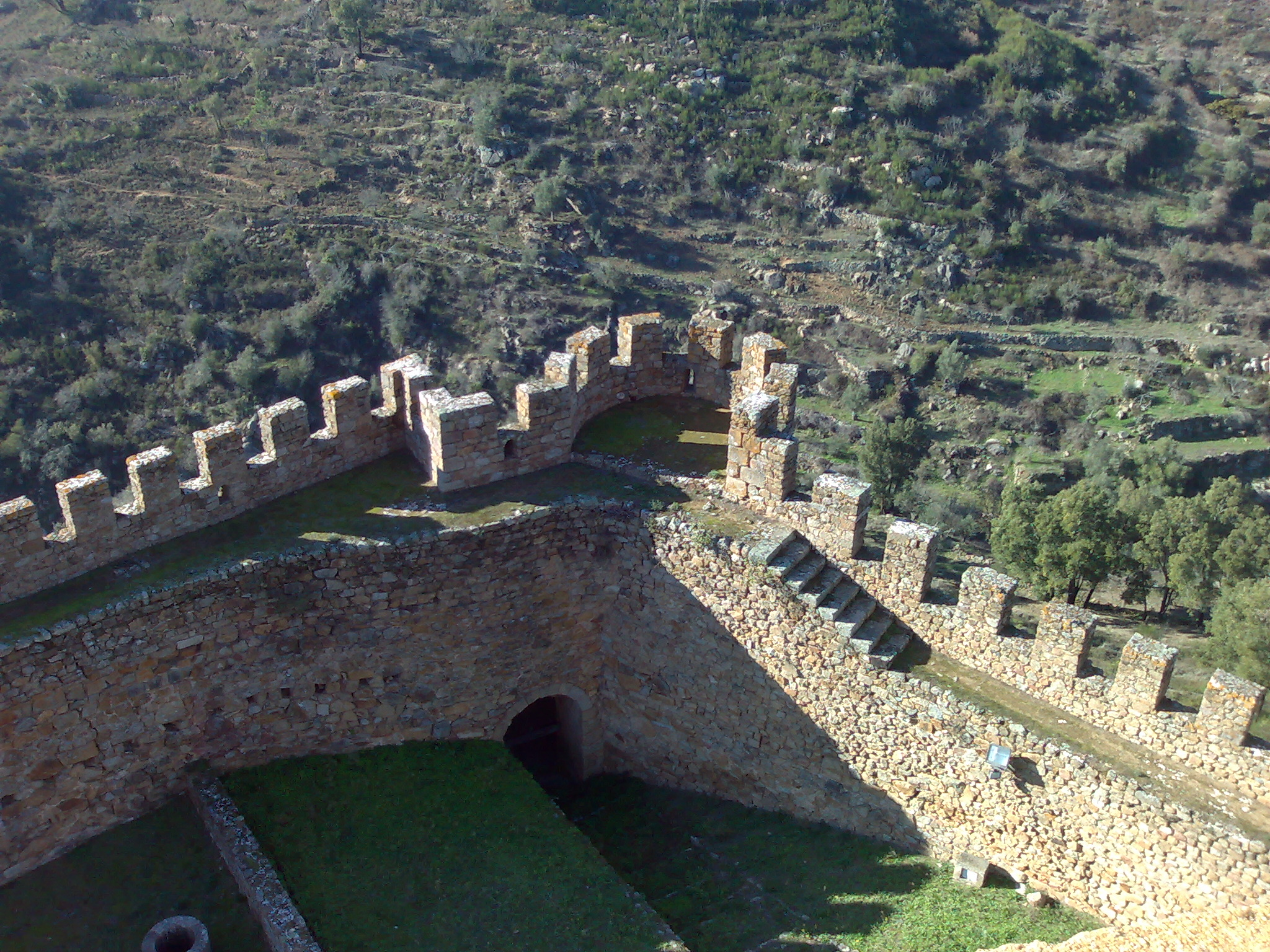
타구스 강이 내려다보이는 벽의 디테일

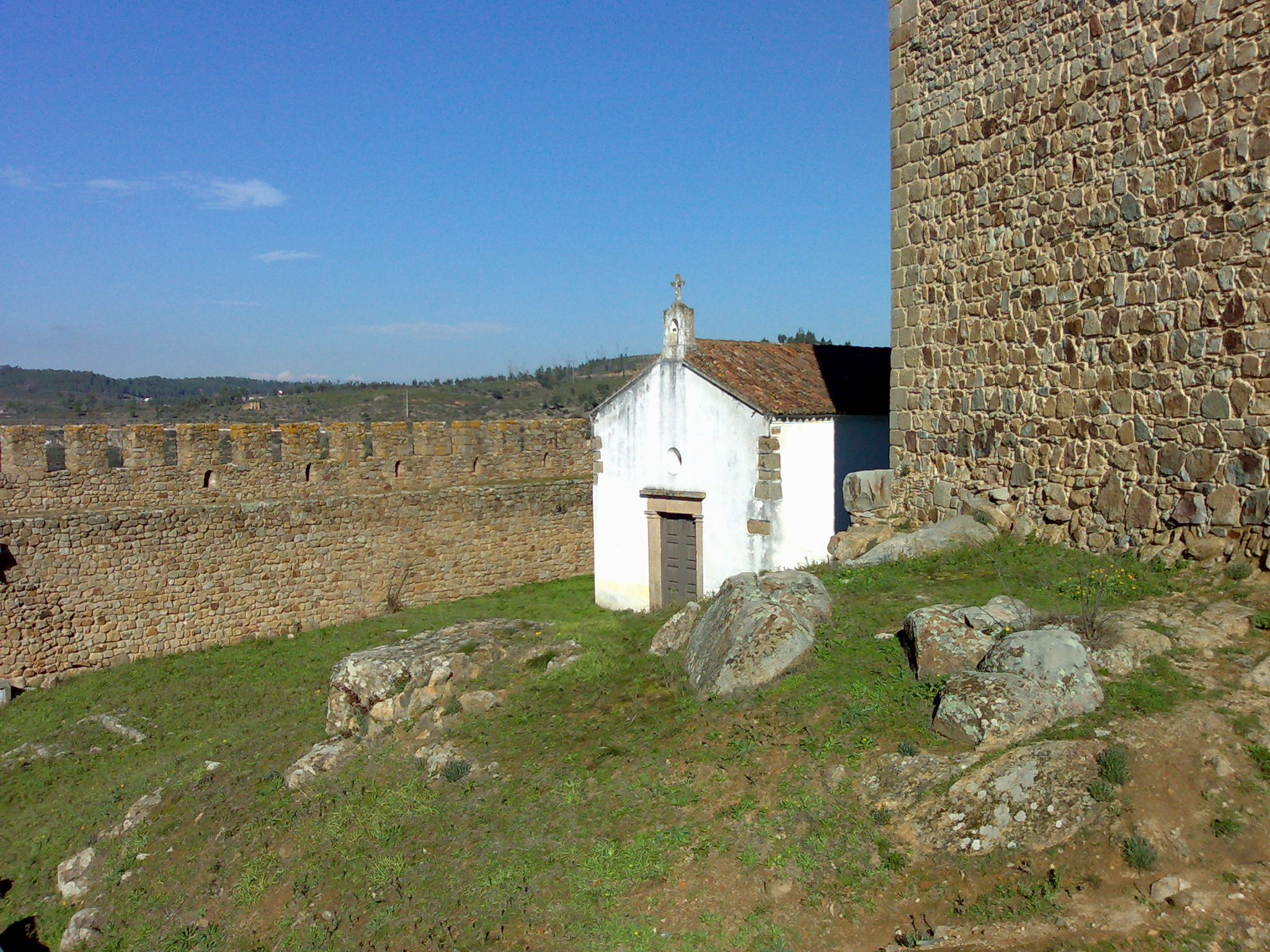
성벽 밖에 위치한 Sáo Brás의 작은 예배당

밸베르는 중세 시대에 포르투갈의 호스피탈러가 건설한 최초의 성이자 가장 중요한 성이다. 타구스 강변의 진입로를 방어하기 위해 지어졌으며, 성을 짓는 조건으로 기증했다. 1194년에 산초 왕은 귀딘테스타 혹은 귀딘 인 테스타(또는 여전히 코스타)로 알려진 북부 타 구스 강의 이 지역을 구호기사단의 전임자인 아폰소 파에스에게 양보했다.이를 통해 왕은 타구스 강을 따라 있는 기독교-무슬림 국경을 안정시키고 기사단이 국경 땅을 따라 그들의 권력을 거의 독점할 수 있기를 바랐다. 왕은 성의 건설과 그 주변을 벨버라고 부르기 시작했다. 후기 유언에서 산초  왕은 성의 제목을 호스피탈러에게 양도했다. 1210년까지 건설은 영구적인 점령과 방어를 허용할 만큼 충분히 발전했다. 성의 존재를 확인하는 유언은 또한 성이 국가 부의 6개 보고 중 하나임을 분명히 하여 국경 전초 기지에 위치하더라도 성의 방어에 대한 충분한 증거를 제공했다. 최종 공사는 1212년에 완료됐다.
1336년에서 1341년 사이에 벨버는 호스피탈러의 가장 중요한 지휘하에 있었지만 여전히 좌석이나 공식적인 집이 없었으며 레사 두 발리오 마을에 계속 거주했다. 교단의 수장이 자신의 통치권을 크라토 지방 자치 단체의 플로르 다 로사 본당으로 이전하여 크라토의 우선권을 만들었음에도 불구하고 벨베르 성(및 그 공동체)은 지방의 거점 이상으로 발전하지 못했다.
그 요새는 그 시대의 원시 로마네스크 양식의 군사적 모티브를 많이 보존하면서 다음 세기에 걸쳐 온전하게 남아 있었다. 실제로 성은 당시의 군사적 상황에 맞게 체계적으로 개조됐으며 주둔지 숙박 시설도 개선됐다. 왕이 된 후 포르투갈의 장 1세는 성의 중요한 군사적 역할을 재확인하고, 카스티야 분쟁에  맞서 누노 알바레스 페레이라(1390년)의 지휘 아래 성의 방어를 확장하고 재건했다. 16세기에 상 브라스 예배당이 완공됐다. 17세기에도 코스만더에 의해 비슷한 개조 공사가 이뤄졌다.
19세기에 이르러 벨베르 교구 위의 위풍당당한 모습을 제외하면 성은 완전히 잊혀져 1846년 정착지 공동묘지의 쉼터가 됐다.
1909년 지진은 요새에 큰 손상을 입혔지만 1939년부터 1946년 사이에야 대대적인 재건축이 진행됐고, 그 후에도 건축 및 기념물 관리국은 매년 성의 주요 부분을 복구 철거 및 건립하는 작업을 계속했다.  마찬가지로 1976년엔 벽과 지붕을 보수했고 예배당과 제단의 문은 보수하였으며, 1986년엔 경내 조명을 업데이트하면서 지붕을 한 번 더 수리했다. 1987-1988년에는 돈전(석고, 석조, 벽돌, 포장 도로) 수리가 완료됐다.
1992년 6월 1일, 이 건물은 법령 106F/92에 따라 IPPAR(포르투갈어 연구소)로 옮겨졌다. 연구소는 IGEPAR에 흡수되기 전에 성의 완전한 복원과 보존을 담당했다.

## 건축학
벨베르 마을 주변(남서쪽 모퉁이에 고립돼 있음), 타구스 강 오른쪽 가장자리, 리베이로 데 벨베르 강의 합류 지점에 위치하며, 동쪽과 남동쪽에 올리브 과수원이 있는 파노라마가 내려다 보인다.
계획은 언덕 꼭대기의 공간을 둘러싼 벽 난간에 의해 순환되는 주요 직사각형 요새와 르네상스 시대의 예배이 포함돼 있다. 성문은 남쪽 면에 있으며, 돌로 만든 계단이 있고 그 옆으로 데니스 왕이 사용했을 2개의 탑이 있다. 입구 너머에는 둥근 아치가 있는 3개의 출입구가 있으며, 이제 경내로 들어갈 수 있다. 완성된 구조물의 중심에는 던전 혹은 킵이 있으며, 일층에는 던전으로 통하는 격자형 출입구가 있다. 킵의 입구 홀에는 직사각형의 창문 및 계단이 있어 위층으로 올라갈 수 있다. 직사각형 창문과 아치형 출입구가 있는 2층 홀은 베란다의 흔적으로 이어지는 반면, 또 다른 출입구는 흉벽으로 통하는 상층부로 연결된다
성을 둘러싸고 있는 성벽 그리고 흉벽은 킵 주변의 반원형 타원을 따라 파라펫과 포탑으로 덮여 있다. 또한 입구 주변과 나침반의 각 방향에 전략적으로 비치된 큐비클 타워가 있다. 성으로 들어가는 2번째 출입구인 '배신자의 문'은 성의 절벽 쪽에 있으며 둥근 탑이 이를 지키고 있다.
알칼데의 거주지와 주둔지의 흔적은 성의 남동쪽, 남쪽, 남서쪽 부분, 세 개의 아치형 통로가 차지하는 공간에 있다. 북쪽에는 누노 알바레스 페레이라가 성을 리모델링하는 동안 건설된 수비대의 저수조 유적이 있다.
성의 중앙과 동쪽에는 성채와 함께 상브라스 예배당이 있다. 예배당 내부에는 포르투갈의 마누엘 1세의 아들인 루이스 왕자에게 크라토 총주교가 선물한 팔레스타인의 흉상과 유물이 전시된 높은 제단이 있다. 이탈리아에 대응하고 성지의 전설적인 유물의 종교성과 관련된 웅장한 중요성으로 장식돼 있다.

## 참조
노트
1. ↑  Mário Jorge Barroca (2000), p.194-195
2. ↑  Mário Jorge Barroca (2000), p.196
3. ↑  Bucho, Domingos (1998).  SIPA, 편집. “Castelo de Belver” (포르투갈어). Lisbon, Portugal: SIPA – Sistema de Informação para o Património Arquitectónico. 2011년 9월 28일에 원본 문서에서 보존된 문서. 2011년 8월 13일에 확인함.
4. ↑  Mário Jorge Barroca (2000), p.198